# 제초
제초 또는 잡초 방제는 해충구제의 식물학적인 부분으로, 잡초, 특히 유해 잡초가 자라지 못하게 시도하는 것을 말한다. 이로써 순화된 식물과 가축을 포함하는 원하는 식물상과 동물상과 경쟁하지 않게 되며 자연 환경에서 비토착종이 토착종과 경쟁하는 것을 막을 수 있다.
잡초 방제는 농업에서 중요하다. 잡초 방제 방식은 일반적으로 수많은 방식으로 구성되며 생물학적, 화학적, 재배적, 물리적/기계적 방제법으로 나뉜다. 이를테면 방식에는 괭이를 이용한 제초작업, 경운기를 이용한 방식, 멀칭을 통한 억제 방식, 고열로 시들게 만드는 방식, 태우는 방식, 제초제를 이용한 화학적 방제 방식이 포함된다.

## 같이 보기
- 종합적 병해충 관리
- 침입종
- 멀칭